# Bloom Energy Japan
Bloom Energy Japan株式会社（英: Bloom Energy Japan Ltd.）は、K. R. Sridharが設立した米国のBloom Energy CorporationとソフトバンクグループのSBパワーマネジメントの折半出資子会社。燃料電池Bloom Energy Serverから発電される電力を販売している。
親会社の一つであるソフトバンクの孫正義社長は「システムを買う必要はない。システムにかかるコストや変動するガス料金のリスクはわれわれが吸収して25円で提供することをコミットする」と紹介している。

## Bloomエナジーサーバー
都市ガスや天然ガスやバイオガスを燃料とするSOFCであり、定格発電効率（LHV）は60%を超えるが排熱を更なる化学反応に利用するため他で加温利用できないモノジェネレーション型である。発電効率では日本で普及しつつある家庭用燃料電池コジェネ型エネファームのLHV約40%に対して高効率（ただしエネファームは排熱を加温利用できるため総合LHVは約90%となる上、業務用と家庭用の差異があるため一概に優劣はない）。
従来の燃料電池に用いられてきたPEFCでは触媒としてプラチナが必須であり高コストであった。触媒に酸化ジルコニウムを用いる事ができるSOFCの実用化は1980年代後半よりウェスティングハウス・エレクトリック等により研究が行われ、期待されていたが、800度の高温維持による構成材料コスト増や耐久性低下問題に阻まれてきた。しかしエナジーサーバーはブレイクスルーにより課題を克服し大幅なコストダウンを可能にしたとされる。
PEFC型やSOFC型国産製エネファーム2011年モデル（0.7kW・270万円）と2010年に発表されたES-5000エナジーサーバー（100kW・1台70万〜80万ドル『80円換算で5600万円〜約6400万円』）のkW単価を比べると国産製386万円/kWに対してエナジーサーバー56〜64万円/kWと価格面で優位に立つ。2012年の時点でBloom Energy Corporationは「家庭用として1kW程度のシステムを3000米ドル（24万円）以下の価格で今後5〜10年の間に提供したい」と意欲を見せている。

## 日本国内の展開
国内ではエナジーサーバーを販売せずイニシャルコストとメンテナンスコストをゼロにして長期契約の電気料金で回収するリースに近いビジネスモデルで普及を目指す。当面は法人のみを対象として個人事業者や一般家庭には提供しない予定。3モデルのうちES-5700（最高出力210 kW、定格出力200kW）のみ導入される。このモデルの寸法は9.16mx2.62mx2.06mで重量は19.9トン。シェールガス革命により天然ガス価格が下がった米国では一般電気事業者の13セント/kWに対して8〜10セント/kWに電気代を抑えられ採算が取りやすいが、天然ガス単価が高止まりしている日本国内においては一般電気事業者の15円/kWに対して25円/kWと割高である。しかし災害時の分散電源になる事や、長期契約により電気代値上がりリスクを抑えられるメリットがある。

## 二酸化炭素の排出
現行のエナジーサーバーは水素供給の課題からメタンを用いて水素を製造する水蒸気改質法を用いているため発電に伴い二酸化炭素が排出される。
{\displaystyle {\ce {{CH4}+2O2->{CO2}+{2H2O}+{\it {{e}^{-}+heat}}}}}
しかしこの化学反応を用いて発電する方法は、燃焼を伴いタービンを回転させる既存の火力発電と比べ二酸化炭素排出量を50%程度削減できるとされている。 また、太陽光発電や風力発電から得られる余剰電力を利用して水素と二酸化炭素から生成されたメタンを用いる事で電力の需要供給のバランサーとしての役割が期待される。

## 沿革
- 2001年（平成13年）- NASAマーズ・サーベイヤー2001終了後、アリゾナ大学の研究者K. R.SridharらによりIon America社設立。
- 2006年（平成18年）
  - Bloom Energy Corporationに社名変更。
  - テネシー大学チャタヌーガ校にBloom Box試験機を導入。
- 2008年（平成20年）7月 - Google社にエナジーサーバーを初導入。
- 2010年（平成22年）2月24日 - Bloom Energy社が燃料電池「Bloom Box」および「ES-5000 EnergyServer」を発表[13][14]。
- 2013年（平成25年）
  - 5月29日 - ブルームエナジージャパン株式会社設立。
  - 11月25日 - 福岡のMタワーにエナジーサーバーを国内初導入[15]。
- 2014年（平成26年）6月17日 - 慶應義塾大学湘南藤沢キャンパス（SFC）[16]及び東京汐留ビルディングにエナジーサーバーを導入。
- 2015年（平成27年）3月9日 - 大阪府中央卸売市場にエナジーサーバーを導入[17]。
- 2017年（平成29年）1月24日 - ポーライト熊谷第二工場にエナジーサーバーを導入[18]。
- 2018年（平成30年）
  - 1月24日 - 韓国盆唐複合火力発電所の燃料電池設備にエナジーサーバーが採択[19]。
  - 1月25日 - 第一稀元素化学工業福井工場にエナジーサーバーを導入[20]